# Rami Jaffee
Pour les articles homonymes, voir Jaffee.
Rami Jaffee né le 11 mars 1969 à Los Angeles, est connu comme le claviériste/organiste du groupe de rock The Wallflowers dont il est l'un des membres originaux.
Il travaille avec divers groupes et artistes tels que Foo Fighters, Pete Yorn, Soul Asylum, Pearl Jam, Stone Sour, Joseph Arthur ou encore Coheed and Cambria. Après avoir été musicien de session et de tournée avec les Foo Fighters pendant 12 ans, Rami devient membre officiel en 2017.